# Amy Gillett
Amy Gillett, geb. Safe (* 9. Januar 1976 in Adelaide; † 18. Juli 2005 bei Zadelsdorf), war eine australische Ruderin und Radrennfahrerin.

## Leben und Karriere
Als Ruderin nahm Amy Safe mit dem Frauen-Achter an den Olympischen Sommerspielen 1996 in Atlanta teil und wurde Fünfte. Später heiratete sie ihren Trainer Simon Gillett. Weil sie sich nicht für Sydney 2000 qualifizieren konnte, wechselte sie die Sportart und wurde Radrennfahrerin.
Amy Gillett startete seit dem Jahre 2000 als Radrennfahrerin in Straßenrennen und war Mitglied der australischen Frauennationalmannschaft. 2002 wurde sie australische Meisterin  und hatte vor allem bei australischen Radrennen ihre größten Erfolge. Bei einer Trainingsfahrt in Vorbereitung zur Thüringen-Rundfahrt verunglückte sie am 18. Juli 2005 auf der Zeitfahrstrecke von Zeulenroda nach Auma im Alter von 29 Jahren tödlich, als eine 18-jährige Fahranfängerin mit ihrem Auto frontal in ihre Trainingsgruppe fuhr. Schwer verletzt wurden ihre Mannschaftskolleginnen Alexis Rhodes und Louise Yaxley, die sich Brüche zuzogen und in Jena intensiv behandelt wurden, sowie drei weitere Teammitglieder. Der Prolog zur Rundfahrt wurde daraufhin abgesagt und durch eine Gedenkveranstaltung am 19. Juli ersetzt.
Nach Amy Gilletts Tod wurde eine nach ihr benannte Stiftung gegründet. Sie unterstützte mit Spendengeldern die Rehabilitation der mit Gillett verunglückten Rennfahrerinnen und soll talentierte Nachwuchsradsportlerinnen fördern sowie für mehr Sicherheit der Radfahrer auf öffentlichen Straßen werben. Der Freistaat Thüringen stiftet seit 2006 einen „Amy-Gillett-Preis“, der bei der Thüringen-Rundfahrt an eine Fahrerin mit herausragender kämpferischer Leistung oder besonderer Fairness vergeben wird.
Am 18. Juli 2006, genau ein Jahr nach Amy Gilletts Tod, wurde an der Unfallstelle ein Gedenkstein enthüllt.

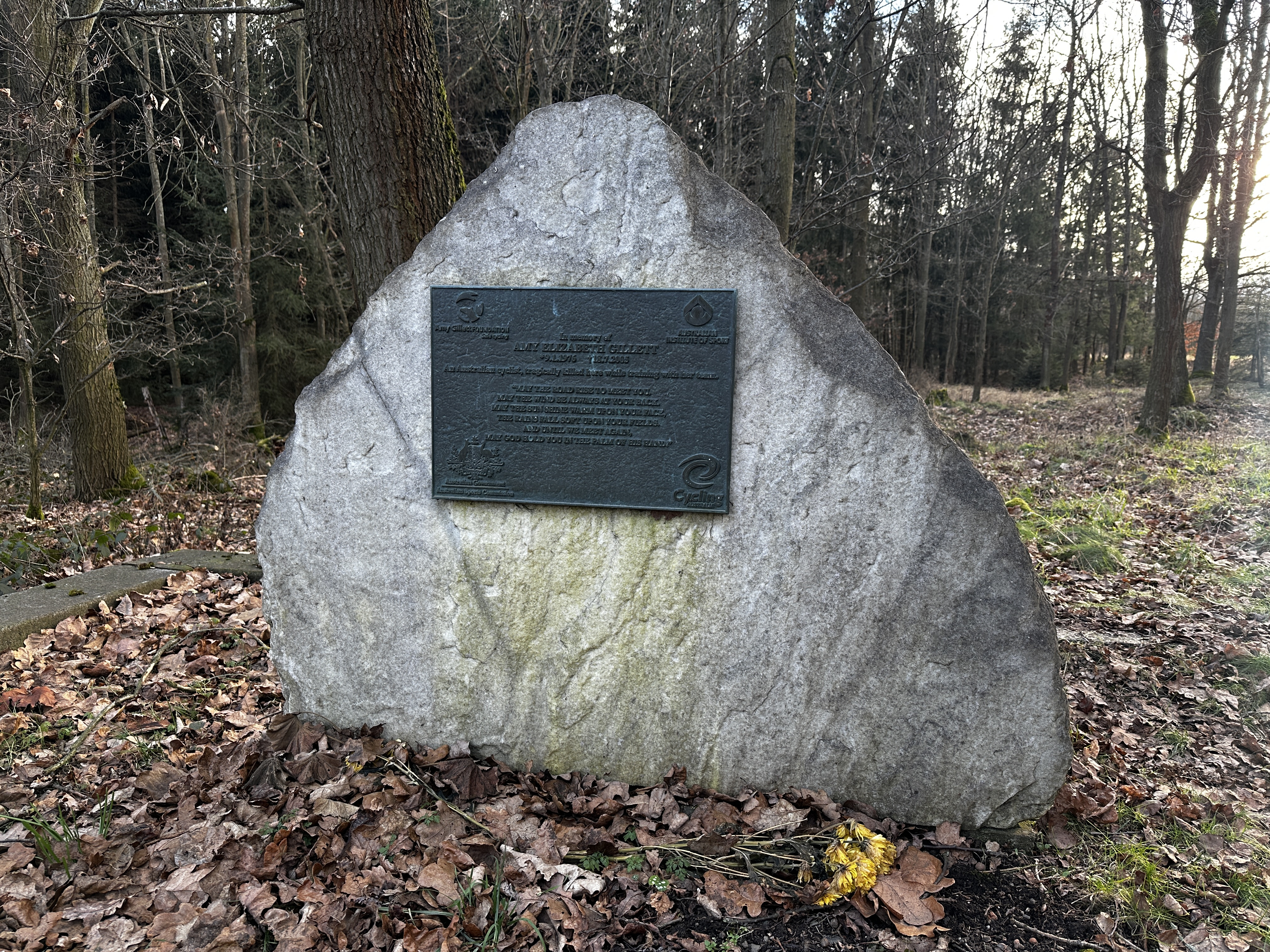
Gedenkstein an der L1087 westlich von Zeulenroda

Des Weiteren wurde, im Gedenken an die ehemalige Mannschaftskollegin, der Ruderachter des australischen Damenteams bei den Olympischen Spielen 2008 in Peking auf Gilletts Namen getauft.